# Raionul Uleanovka, Kirovohrad
Uleanovka (în ucraineană Ульяновський район, transliterat: Uleanovskîi raion) este un raion în regiunea Kirovohrad, Ucraina. Reședința sa este orașul Uleanovka.

## Demografie
Componența lingvistică a raionului Uleanovka
     Ucraineană (97,06%)
     Rusă (1,72%)
     Alte limbi (0,96%)
Conform recensământului din 2001, majoritatea populației raionului Uleanovka era vorbitoare de ucraineană (97,06%), existând în minoritate și vorbitori de rusă (1,72%).